# Битва при Танагре (426 до н. э.)
Битва при Танагре (426 г. до н. э.) — сражение между войсками Афин и Танагры во время Пелопоннесской войны.
В 426 г. до н. э. афиняне отправили к острову Мелос эскадру из 60 кораблей, на борту которых находилось 2 тыс. гоплитов. Командующим флотом был назначен Никий.
Мелос, островной полис в Эгейском море, до того сохранявший независимость от афинской морской державы, был опустошён афинянами. Несмотря на это, мелосцы продолжали сопротивляться афинянам и не соглашались сдаться. Афинскому флоту пришлось отплыть от Мелоса в Ороп, город на границе Аттики и Беотии.
С наступлением ночи афинские гоплиты высадились с кораблей на сушу и двинулись на Танагру. Одновременно все афинские силы под командованием Гиппоника и Эвримедона выдвинулись на соединение с ними.
Разбив лагерь, афинские войска разоряли территорию Танагры весь день и всю следующую ночь. Танагрийцы и пришедшие им на помощь фиванцы сделали вылазку, но были разбиты афинянами. Афинские воины, сняв с павших врагов доспехи и воздвигнув трофеон, возвратились — часть домой, а часть на свои корабли.